# Домбровка Горна (Ополско войводство)
Вижте пояснителната страница за други значения на Домбровка Горна.
Домбро̀вка Го̀рна (на полски: Dąbrówka Górna; на немски: Dombrowka) е село в Южна Полша, Ополско войводство, Крапковишки окръг, община Крапковице. Според Полската статистическа служба към 31 декември 2009 г. селото има 851 жители.

## Местоположение
Разположено е край републикански път , на около 8 km северно от общинския център Ополе.

## Забележителности
В Регистъра за недвижимите паметници на Националния институт за наследството са вписани:
- Палат от XVII, XVIII, XX в.
- Парк към палата
- Порти
- Останки от стопански сгради
- Статуя на Св. Ян Непомуцки от 1719 г.